# Dany Carrel
Dany Carrel (pe numele adevărat Yvonne Suzanne Chazelles du Chaxel; n. 20 septembrie 1932, Da Nang, Franța) este o actriță și cântăreață franceză.

## Biografie
La fel ca sora ei mai mică cu un an Alice, Dany, s-a născut în Indochina Franceză în urma relației de dragoste a lui Chazelles du Chaxel, director vamal și al unei vietnameze pe nume Kam.
La vârsta de patru ani, tatăl ei moare, este trimisă de mama sa vitregă la orfelinatul Saint-Joseph din Voisins, Louveciennes, deținut de Filles de la charité de Saint-Vincent-de-Paul unde a stat până la vârsta de 13 ani. După ce a locuit scurt timp în Marsilia, unde a urmat colegiul Anatole-France împreună cu sora ei, cu care a stat timp de câteva luni, s-a întors cu mama vitregă la Paris și a urmat liceul Edgar-Quinet. Hotărâtă să devină actriță după ce a văzut, la teatrul Comédie-Française, o adaptare a romanului Ami Fritz a scriitorului Erckmann-Chatrian din Lorena și încurajată de Abbe Bel, preotul de la orfelinat, mai mult decât de mama vitregă, a luat lecții la seral cu doamna Bauer-Thérond, inclusiv Roger Carel și Roger Hanin, în timp ce lucra ca secretară pentru a-și finanța lecțiile. După figurație, începe cu roluri în teatrul clasic, jucând ingenue (Școala nevestelor de Molière, La Double Inconstance de Marivaux). În timpul unei audiții la teatrul din Potinière este remarcată de cineastul Henri Decoin. 
Numele său de scenă a fost sugerat de Henri Decoin care a angajat-o pentru filmul său Dortoir des grandes, pentru că a considerat prea lung numele „Chazelles du Chaxel” pe un afiș de film. Dintr-un manuscris despre viața doctorului Alexis Carrel, care era pe biroul său, el a propus numele de Carrel. Iar actrița a completat prenumele de „Dany” și nu a permis niciun diminutiv precum „Vovonne” sau „Vonette” pe care le primise în copilărie și pe care le ura.
S-a orientat apoi mai mult spre cinema, apare în Porte des Lilas în 1957, dar continuă totuși să joace în teatru, prin Gala Karsenty-Herbert. A realizat multe filme până la sfârșitul anilor 1960, care i-au acordat roluri importante sau roluri secundare (de susținere): Pot-Bouille, Quai du Point-du-Jour, Du grabuge chez les veuves, Piège pour Cendrillon, Pașa,La Prisonnière și Clérambard.  Astfel va fi partenera unor actori la fel de celebri precum Gérard Philipe, Danielle Darrieux, Jean Gabin, Jean Marais sau Philippe Noiret. De la începutul anilor 1970, participă mult mai rar în activitatea cinematografică și mai mult prezentă în televiziune și teatru.
În 1991, a publicat un roman autobiografic L’Annamite a cărui adaptare pentru televiziune a fost făcută de Thierry Chabert în 1994 - în care joacă ea însăși. Vorbește despre copilăria ei și despre suferința ei că nu o cunoaște pe mama „adevărată”, tatăl ei fiind mort de când avea patru ani. Publicarea acestei autobiografii va oferi o oportunitate pentru Jean-Pierre Foucault, în cadrul spectacolului său Sacrée Soirée, de a face contact între mama și fiica sa, pentru prima dată.

## Filmografie selectivă
- 1953 Dortoir des grandes regia Henri Decoin
- 1953 Maternitate clandestină (Maternité clandestine) regia Jean Gourguet
- 1954 Patrula deșertului (La Patrouille des sables) de René Chanas
- 1954 La Cage aux souris de Jean Gourguet
- 1955 Les Chiffonniers d'Emmaüs de Robert Darène
- 1955 Marile manevre (Les Grandes Manœuvres) de René Clair
- 1955 La Môme Pigalle d'Alfred Rode
- 1956 Oameni fără importanță (Des gens sans importance) de Henri Verneuil
- 1956 Les Possédées de Charles Brabant
- 1956 Ce soir les souris dansent de Juan Fortuny
- 1956 Club de femmes de Ralph Habib
- 1957 Pot-Bouille de Julien Duvivier
- 1957 Porte des Lilas de René Clair
- 1957 Escapada (Escapade) de Ralph Habib
- 1957 Élisa de Roger Richebé
- 1957 Que les hommes sont bêtes de Roger Richebé
- 1958 Denunțătorul (La Moucharde) de Guy Lefranc
- 1958 Femmes d'un été
- 1959 Les Naufrageurs de Charles Brabant : Louise Kermelen
- 1959 Ce corps tant désiré de Luis Saslavsky : Marinette Féraud
- 1959 Les Dragueurs de Jean-Pierre Mocky : Dadou
- 1959 Sans tambour ni trompette : Marguerite
- 1960 Le Moulin des supplices de Giorgio Ferroni : Liselotte Karnheim
- 1960 Quai du Point-du-Jour : Madeleine
- 1960 Le Général ennemi (The Enemy General) de George Sherman : Lisette
- 1961 En votre âme et conscience ou Jugez-les bien, de Roger Saltel[8]
- 1961 Les Mains d'Orlac d'Edmond T. Gréville : Régina/Li-Lang
- 1961 Carillons sans joie de Charles Brabant : Léa
- 1962 Les Ennemis d'Édouard Molinaro : Lillia
- 1963 Du grabuge chez les veuves de Jacques Poitrenaud : Isabelle Valmont
- 1963 Le commissaire mène l'enquête de Fabien Collin et Jacques Delille : Annick
- 1963 Le cave est piégé : Susana
- 1964 Un șoarece printre bărbați (Une souris chez les hommes sau Un Drôle de caïd) de Jacques Poitrenaud
- 1964 Le Bluffeur
- 1964 L'Enfer de Henri-Georges Clouzot (film inachevé)
- 1965 Piège pour Cendrillon de André Cayatte : L'amnésique/Michèle Isola/Dominique Loï
- 1966 Le Chien fou d'Eddy Matalon : Marie
- 1967 Un idiot la Paris (Un idiot à Paris) de Serge Korber
- 1968 Pașa (Le Pacha) de Georges Lautner : Nathalie
- 1968 La Petite Vertu de Serge Korber
- 1968 La Prisonnière d'Henri-Georges Clouzot
- 1969 Delphine d'Éric Le Hung : Delphine
- 1969 Clérambard d'Yves Robert
- 1972 Ușile de fier (Les Portes de feu) de Claude Bernard-Aubert
- 1972 Trois milliards sans ascenseur de Roger Pigaut
- 1981 Faut s'les faire... ces légionnaires ! d'Alain Nauroy
- 1981 Le bahut va craquer de Michel Nerval